# Капасово
Капа́сово (рос. Капасово, ерз. Капазвеле) — село у складі Атяшевського району Мордовії, Росія. Входить до складу Атяшевського сільського поселення.

## Населення
Населення — 385 осіб (2010; 497 у 2002).
Національний склад (станом на 2002 рік):
- росіяни — 90 %